# Брогітар
Брогітар або Брогітарікс (*д/н —50 до н. е.) — тетрарх Галатії у 63-50 роках до н. е., вождь одного з племен галатів — трокміїв. Його піднесенню сприяла дружба з Гнеєм Помпеєм Магном.

## Життєпис
Походив з родини вождів галатського племені трокміїв. Був одруженим з донькою вождя толістобогів Дейотара. Під час Третьої Мітридатової війни Брогітар підтримав римське військо на чолі із Помпеєм. В нагороду отримав від останнього місто Мітридатій. У 58 році до н. е. завдяки Публію Клодію отримав звання царя. За хабар Брогітар отримав посаду жерця Кібели у священному місті галатів Пессінунті. Водночас він лише частково зберігав вірність Риму, про що доповідав сенату Цицерон. У 50 році до н. е. Брогітар раптово помер, а його землі захопив батько дружини Дейотар.